# Eraldo Pangrazi
Eraldo Pangrazi (Terni, 20 febbraio 1911 – ...) è stato un allenatore di calcio e calciatore italiano, di ruolo portiere.

## Carriera

### Giocatore
Ha giocato per 7 stagioni come portiere alla Ternana, per un totale di 59 presenze (12 delle quali in seconda serie), con un intermezzo nel Perugia.

### Allenatore
Nella parte finale della stagione 1940-1941 ha allenato la Borzacchini Terni in Serie C, sostituendo Guido Gianfardoni, deceduto a causa di un male incurabile. Allena la Ternana anche nella stagione 1945-1946, sempre in Serie C, nella parte finale della stagione 1946-1947 (in Serie B) ed all'inizio della stagione successiva, sempre in Serie B. Ha allenato la squadra rossoverde anche alla fine della stagione 1950-1951 ed all'inizio della stagione successiva, entrambe in Promozione, all'epoca quinto livello del calcio italiano.

## Palmarès

### Giocatore

#### Competizioni nazionali
- Prima Divisione: 2

Perugia: 1930-1931, 1931-1932
- Serie B: 1

Perugia: 1933-1934 (girone B)

#### Competizioni regionali
- Coppa dell'Italia Centrale: 1

Borzacchini Terni: 1937-1938

### Allenatore

#### Competizioni nazionali
- Serie C: 1

Borzacchini Terni: 1940-1941